# Тур'я (Корюківський район)
Тур'я́ — село в Україні, у Сновській міській громаді Корюківського району Чернігівської області. Населення становило 637 осіб у 2021 році. До 2016 орган місцевого самоврядування — Тур'янська сільська рада.

## Географія
Селом протікає річка Турчанка, ліва притока Снові.

## Історія
Тур'я — село, центр сільської ради, розташоване за 10 км від адміністративного центру громади і залізничної станції Сновськ. Населення — 1586 осіб. Сільраді підпорядковані населені пункти Ількуча, Лука, Мишине, Селище. На території Тур'ї була розташована центральна садиба колгоспу «13 — річчя Жовтня». за яким закріплено 4860 га сільськогосподарських угідь, в тому числі 2197 га орної землі. Основний напрямок господарства — вирощування зернових, технічних культур, виробництво м'яса і молока. Колгосп мав цегельний завод, тепличне господарство, пилораму. На території села працював міжколгоспний консервний завод.
За трудові успіхи 86 жителів нагороджені орденами і медалями СРСР, в т. Ч. Орденом Леніна — доярка М. І. Сентябрьова, орденом Трудового Червоного Прапора — голова колгоспу А. А. Мязь (1909—1981), завідувач ділянкою рільництва № 1 П. А. Мурай.
У селі є середня школа (30 вчителів та 315 учнів), клуб, 2 бібліотеки з книжковий фондом 11,4 тис. примірників, лікарня на 25 ліжок (2 лікаря і 12 медпрацівників середньої кваліфікації), дитячий сад на 50 місць. будинок побуту, 8 магазинів, відділення зв'язку, 3 столові, дільнична ветлікарня.
Село відоме з другої половини XVII ст. Радянська окупаційна влада була встановлена в січні 1918 року. На фронтах Другої світової війни  воювали 970 жителів, 101 з них був удостоєний урядових нагород, 431 загинув. Уродженці села П. Лащенко (генерал армії) і І. П. Усик були удостоєний звання Героя Радянського Союзу за мужність і мужність, виявлені у звільненні румунського міста Бузеу, а Н. С. Мороз був повним лейтенантом ордена Слави.
У центрі населеного пункту знаходиться пам'ятник масовій могилі радянських солдатів, що загинули в боях з німецькими загарбниками в обороні села в 1941 р. і під час його чергової окупації в 1943 році. 
Поблизу сіл Тур'я і Селище виявлені поселення епохи бронзи (ІІ тисячоліття до н. Е.), А на території села Мишкове частково досліджений курганний могильник періоду Київської Русі (IX—XIII ст.). Ця інформація за 1983 р.
12 червня 2020 року, відповідно до розпорядження Кабінету Міністрів України № 730-р «Про визначення адміністративних центрів та затвердження територій територіальних громад Чернігівської області», увійшло до складу Сновської міської громади.
19 липня 2020 року, в результаті адміністративно-територіальної реформи та ліквідації Сновського району, село увійшло до складу Корюківського району.

## Населення

### Мова
Розподіл населення за рідною мовою за даними перепису 2001 року:
| Мова            | Кількість | Відсоток |
| --------------- | --------- | -------- |
| українська      | 1149      | 96.96%   |
| російська       | 33        | 2.79%    |
| білоруська      | 2         | 0.17%    |
| інші/не вказали | 1         | 0.08%    |
| Усього          | 1185      | 100%     |